# 晃華学園中学校・高等学校
晃華学園中学校・高等学校（こうかがくえんちゅうがっこう・こうとうがっこう）は、東京都調布市佐須町五丁目にある私立女子中学校・高等学校。
隣接する晃華学園小学校（男女共学）から女子児童約20名が進学する。

## 概観
男子マリア会から現校地である東京都調布市佐須町の1万3,000坪の土地を譲り受け、1949年（昭和24年）、カトリック・汚れなきマリア修道会が設立される。1950年3月、暁星学園付属マリアの園幼稚園開園。1955年に校名が「晃華」（光り輝く花、マリア様の象徴）に決まり、1957年4月、暁星学園付属晃華小学校（現：晃華学園小学校）が開校。
1961年1月、学校法人晃華学園が学校法人暁星学園より分離して独立、1963年4月に晃華学園中学・高等学校が開校した。中学・高校では「多文化共生の世界に開かれた品格のある女性」の育成を目標としている。
九段の暁星学園の設立母体であるマリア会とは姉妹関係にある。

## 沿革
- 1963年4月 - 晃華学園中学校・高等学校開校（中1-1クラス／高1-2クラス）
- 1976年 - 中学・高校全学年3クラス編成となり中高一貫教育開始
- 1991年 - 高校入試廃止
- 2005年 - 全学年4クラス編成
- 2012年 - 中学・高校が「ユネスコスクール」に加盟

## 特徴
- 週一回、宗教の授業がある。その他にも年間を通じて慰霊祭、クリスマスミサ、卒業ミサなどのキリスト教系行事がある。
- 東京都千代田区の暁星中学校・高等学校（男子校）とはもともと関連校であるが、現在では特に交流などはない。
- 制服はグレーのブレザーにボックススカート、えんじ色のネクタイ。夏服はグレーまたは白のベスト。
- 学校指定のセーターはライトグレーで校章の刺繍がある。

## 教育課程
一学年約160名。2005年度より全学年4クラス編成となっている。
創立当初より、「英語の晃華」と評価されるほど英語教育に力を入れている。
「2・4制」を実施し、英・数・国は中2で中学課程を修了し、中3 - 高3の4年間を高校課程と位置づけ、大学入試に対応できる学力をつける。
- 高校の英語・数学・現代文・古典では、習熟度別のクラス編成を実施している。
- 高2からは文系・理系・家政系・芸術系等に応じた授業選択が可能となっている。
- 各種留学制度がある。

## 行事
- 4月 - 遠足・イースター行事
- 5月 - 体育祭・聖母月行事
- 8月 - 英国語学研修（高1）（2016年度から）
- 9月 - 文化祭（2006年度の文化祭は校舎建設工事などの影響で6月となった。）
- 11月 - 高2修学旅行・中2学習旅行（2015年度から）
- 12月 - スキー教室
- 2月 - 合唱コンクール

## 施設
新校舎完成。既に高校棟、小ホール（アデルホール）が完成。2006年秋に中学棟、多目的ホール（マリアンホール）、図書情報センターが、2007年秋には大・小体育館が完成。

## クラブ活動
- 放送研究 第75回記念選抜高等学校野球大会 開会式・閉会式の司会
- 科学同好会 第47回日本学生科学賞 努力賞を受賞

## 入学試験
中学入試のみ。2018年度より午後入試開始を開始し、試験回数は3回。午前は4科（国語・算数・理科・社会）、午後は2科（国語・算数）。

## 進路
ほぼ全員が4年制大学を希望している。例年現役進学率は国公立・早慶上智・医学系大学に4割を超えている。

## 交通アクセス
登下校の時間帯には、スクールバスがJR中央線・西武多摩川線武蔵境駅と、京王線国領駅から出ている。
路線バスの場合
| 乗車駅             | のりば | 系統       | 下車停留所                      | 運行事業者 |
| ------------------ | ------ | ---------- | ------------------------------- | ---------- |
| 京王線調布駅       | 15     | 調36       | 「都営柴崎二丁目住宅」、徒歩2分 | ■京王バス  |
| 京王線つつじヶ丘駅 | 北口   | 丘21       | 「晃華学園」、徒歩5分           | ■京王バス  |
| JR中央線三鷹駅     | 南口7  | 鷹61       | 「晃華学園」、徒歩5分           | ■小田急    |
| JR中央線三鷹駅     | 南口3  | 鷹65       | ｢西原｣、徒歩13分                | ■小田急    |
| JR中央線吉祥寺駅   | 公園口 | 吉04・吉14 | 「青渭神社前」、徒歩13分        | ■小田急    |

## 主な出身者
- 鴻野わか菜 - ロシア文学者、早稲田大学教授
- 松尾翠 - 元フジテレビアナウンサー
- 姫野美南 - NHKアナウンサー
- 神谷文乃 - フリーアナウンサー